# Pejman Akbarzadeh

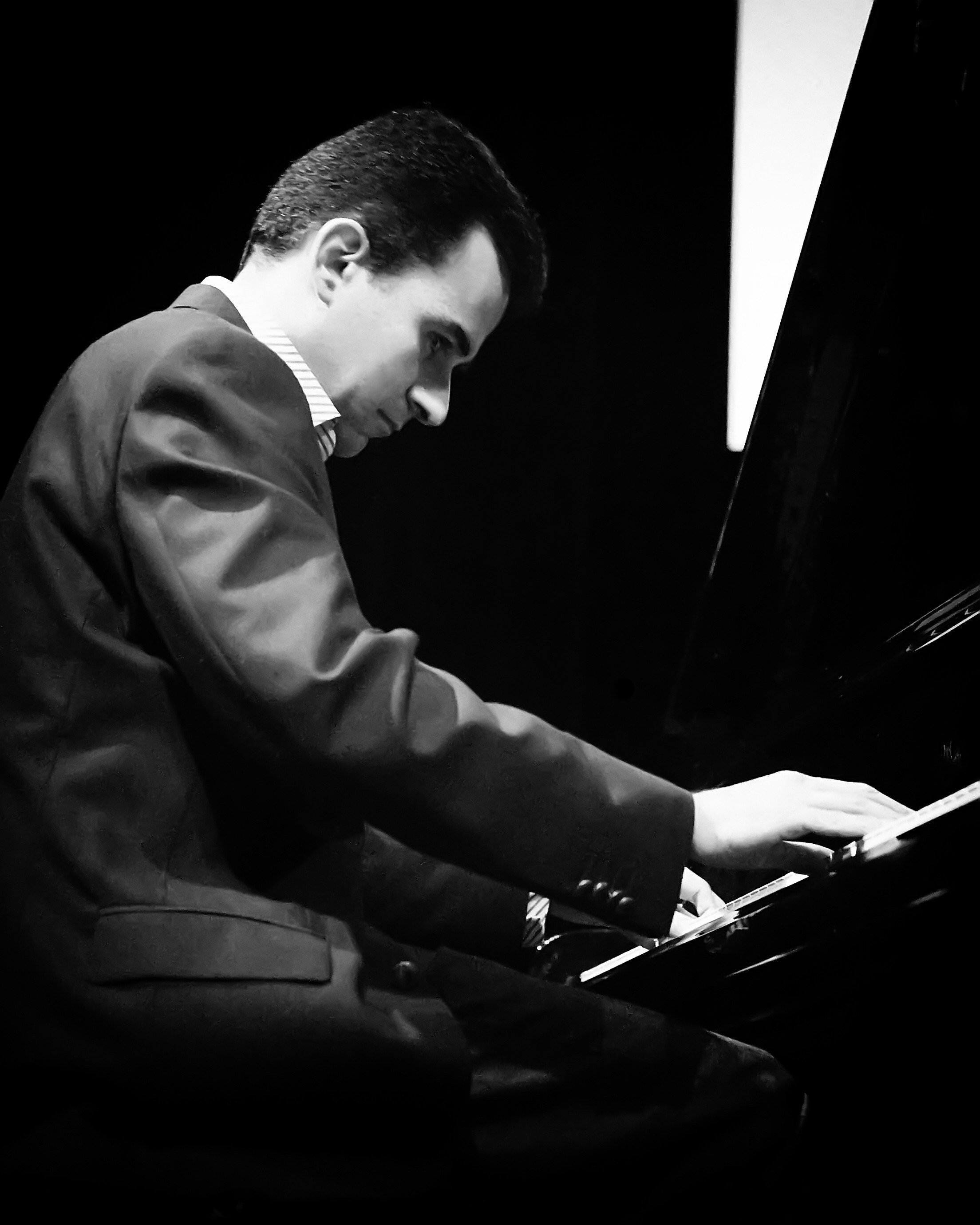
Pejman Akbarzadeh, Amsterdam, 2009

Pejman Akbarzadeh (Perzisch پژمان اکبرزاده) (Shiraz, 1980) is een Perzisch-Nederlandse pianist, journalist en documentairemaker.
Pejman Akbarzadeh werd geboren in 1980 in Shiraz, Iran. Op zijn negende begon hij met pianospelen. Hij continueerde zijn pianostudie onder begeleiding van Farman Behboud, een voormalige professor aan het Conservatorium van Teheran.
In zijn tienerjaren begon Pejman zijn onderzoek naar de Perzische (Iraanse) musici van de 20e eeuw. Op zijn 18e publiceerde hij het eerst volume over dit onderwerp. Het boek is een bron van referenties geworden, onder anderen door de Encyclopaedia Iranica.  In het in Maryland gevestigde kwartaalblad 'Iranian Musicology Quarterly' werd aan de documentaire gerefereerd als ‘de trots van Iraanse musicologische kringen’. Prof. Ehsan Yarshater, redacteur van de Encyclopedia Iranica, beschreef de documentaire als ‘goed onderzocht, feitelijk en zonder het gewoonlijke sentimentele, overdreven en overbodige materiaal’.
Van 2001-2006 was Pejman vertegenwoordiger van "Persian Gulf Online" in Teheran. Daarnaast publiceerde hij voor verschillende andere media binnen en buiten zijn geboorteland, waaronder voor de dagbladen "Shargh" en "Yaas-e Now" (welke beiden inmiddels door het Iraanse regime zijn verboden).
In 2006 verhuisde Akbarzadeh naar Nederland vooral door de beperkingen inzake de situatie van de vrijheid van meningsuiting. Sinds 2006 tot 2014 was hij een senior producent van de Perzischtalige Radio Zamaneh die zijn programma's uitzendt vanuit Amsterdam. Later vestigde hij het Persian Dutch Network en werkte hij ook samen met BBC uit Amsterdam

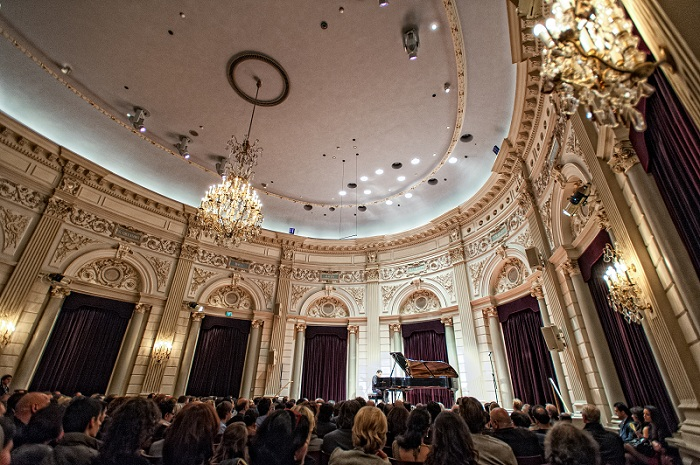
Perzische pianoconcert door Pejman Akbarzadeh, Koninklijk Concertgebouw, Amsterdam, 2012

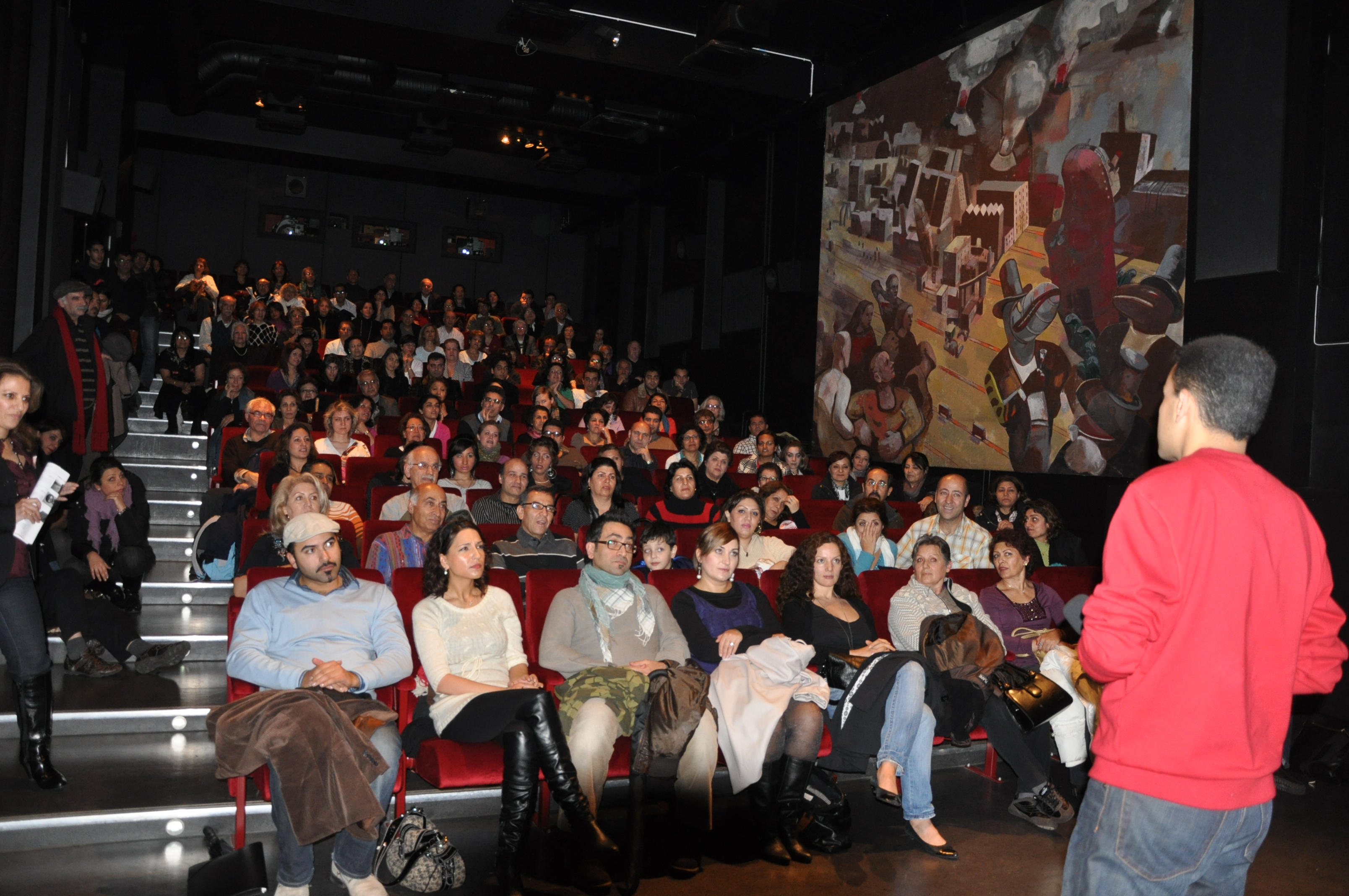
Uitverkochte vertoning tijdens het International Exile Film Festival in Zweden, 2009

In maart 2008 gaf Pejman Akbarzadeh in Amsterdam het eerste Perzische pianoconcert ooit. Het uitverkochte concert in het Bethaniënklooster resulteerde in uitnodigingen uit andere delen van Nederland en Duitsland. In augustus 2008 droeg Pejman zijn uitvoering aan de Universiteit van Keulen op aan Ahmad Batebi, het boegbeeld van de democratische studentenbeweging in Teheran. Batebi vluchtte naar de VS toen hij vorig jaar, na negen jaar gevangenschap, werd vrijgelaten. In 2012 speelde Akbarzadeh een Perzisch pianorecital in het Koninklijk Concertgebouw.

## Documentaire films
In 2009 dat Pejman zijn documentaire over de Perzische zangeres Hayedeh (1942-199) voltooide. De documentaire werd door Elsevier een ‘must see’ genoemd en werd genomineerd als ‘Beste Documentaire’ tijdens het Noor Film Festival 2009 in Los Angeles.
In 2018 maakte Pejman Akbarzadeh de eerste documentaire over het Perzische monument Taq Kasra. De film ging in première op de SOAS Universiteit van Londen.